# راگینی خانا
راگینی خانا (به انگلیسی: Ragini Khanna) بازیگر هندی است.